# Juniperus barbadensis
Juniperus barbadensis é uma espécie de conífera da família Cupressaceae.
Pode ser encontrada nos seguintes países: Bahamas, Cuba, Haiti, Jamaica e Santa Lúcia.